# August Carl Lange
August Carl Lange (* 21. Mai 1834 in Kassel; † 24. Mai 1884 in Ichendorf) war ein deutscher Architekt. Er entwarf vorwiegend römisch-katholische Sakralbauten im Rheinland, hauptsächlich im neogotischen und neoromanischen Stil. Lange war an insgesamt über 50 Sakralbau-Projekten beteiligt, darunter auch eine evangelische Kirche.

## Leben
Am 21. Mai 1834 wurde August Carl Lange als zweites von sechs Kindern des Theologen Lorenz Friedrich Lange in Kassel geboren.:9 Sein Vater galt als einer der Begründer der Erweckungsbewegung in Hessen.:8 Im Alter von zwei Jahren kam Lange mit seinen Eltern aufgrund der Versetzung seines Vaters – ausgelöst von Unruhen in Kassel – nach Eschwege. Seine Mutter starb, als August Carl zehn Jahre alt war. Nach Abschluss der Realschule begann Lange zunächst eine Maurerlehre an der Höheren Gewerbeschule Kassel. Nach Abschluss seiner Lehrzeit begann er dort 1851 ein Studium. Besonders sein Lehrer Georg Gottlieb Ungewitter hatte großen Einfluss auf seinen beruflichen Werdegang.:10 Am 28. August 1852 starb sein Vater. Mit großer Energie setzte August Carl Lange sein Studium fort und erweiterte seine Kenntnisse und Fähigkeiten im Freihandzeichnen, Modellieren und Aktzeichnen an der Kunstakademie Kassel. Dort lernte er Hermann Aubel kennen, dessen Schwester Christine Rosalie Aubel er am 5. August 1861 in Kassel heiratete. 1854 schloss er sein Studium ab und widmete sich in der Folgezeit der Bauausführung. Es wird angenommen, dass er für Ungewitter Zeichnungen zum Gotischen Musterbuch angefertigt hat.:11

## Erste Bautätigkeit
Am 1. Juni 1859 wurde er von Julius Carl Raschdorff als Architekt beim Stadtbauamt in Köln eingestellt. Zunächst arbeitete er mit dem Stadtbauamtssekretär Carl Schnitzler zusammen. Eine Aufgabe Langes beim Stadtbauamt bestand in der Instandsetzung des Kölner Rathausturms. Bis 1861 wohnte er mit seiner Familie im Haus Domhof 4. Um 1860 legte Lange seine Mauermeisterprüfung ab.:13 Im Jahr 1860 erhielt Lange seinen ersten eigenen Auftrag, den Umbau des Schlosses Paffendorf in Bergheim für die Familie von dem Bongart. Zum Bauauftrag gehörte auch der Neubau einer Schlosskapelle.
Nach seiner Hochzeit zog Lange in den Trutzenberg, in das frühere Haus Theophanienstraße 58. Durch Vermittlung seines Schwagers fertigte Lange Zeichnungen für Schachtofen-Patente im Auftrag des russischen Generalmajors W. Raschette und des Fürsten Peter Maksutow an, der auch im Juli 1862 Taufpate seines erstgeborenen Sohnes Reinhard Carl Hermann Ernst Peter wurde.:14 Im heutigen Köln-Mülheim wurde 1864 der erste Hochofen dieser Art errichtet, wobei Lange die Leitung der Bauausführung übernommen hatte.
Bereits 1863 zog die Familie Lange in das repräsentative Stadthaus Neumarkt 10–12. 1865 wurde Lange vom Domkapitular Carl Theodor Dumont dem Pfarrer Unkelbach aus Reifferscheid empfohlen, die Kirchenerneuerung der Pfarrkirche zu leiten. Querelen, insbesondere durch die wiederholten Einsprüche vom Kölner Regierungsbaurat Krafft, der Lange die Qualifikation als Baumeister absprach:15 sowie die in Köln grassierende Choleraepidemie verzögern den Kirchenbau. Im Jahr 1867 errichtete sich Lange sein erstes Stadthaus, Pantaleonsmühlengasse 15, in dem er bis 1876 wohnen sollte. Im gleichen Jahr konvertierte Lange zur römisch-katholischen Konfession. Dieser Schritt ermöglichte ihm in den nächsten Jahren zahlreiche sakrale Bauaufträge. In der Folgezeit hatte Lange bei Bauvorhaben erneut mit der Ablehnung seiner Bauvorhaben durch den Regierungsbaurat Krafft zu kämpfen. So zog sich der Neubau der Kirche in Sievernich mehrere Jahre bis nach Kraffts Ausscheiden 1875 hin. Auch bei dem Bauprojekt für den Kirchenneubau in Weywertz (Belgien) intervenierte Krafft und schlug anstelle Lange als Architekten die Kommunalbaumeister Maquet und Blankenhorn vor.:27 f. Auf Empfehlung von Friedrich Baudri wurde August Carl Lange 1870 in die Kölner Bürgergesellschaft aufgenommen.:21
Eine geplante Studienreise nach Frankreich mit Baudri musste bei Ausbruch des Deutsch-Französischen Kriegs 1870 abgesagt werden. Die Bauaufträge gingen in den Jahren 1870/1871 aufgrund der politischen Situation zurück. In dieser Zeit wurde Lange Mitglied im Historischen Verein für den Niederrhein. Im Jahr 1872 wurde Carl Rüdell Mitarbeiter in Langes Architekturbüro im Gebäude Am Hof 39. Durch Langes Beziehungen zum rheinischen Adel, wie zu Reichsgraf August von Spee und Graf Hoensbroech, erhielt der Architekt zahlreiche Aufträge für Um- und Neubauten von repräsentativen Landsitzen.
Obwohl Lange erst seit zehn Jahren als Architekt tätig war, bekam er auch Aufträge außerhalb des Kölner Umlandes. So begann er 1871 mit Planungen, Entwürfen und Bauausführungen am Gelsenkirchener Marienhospital. Gleichzeitig wurde Lange als Baugutachter für Kirchenbauten bestellt, unter anderem bei den Kirchenbauprojekten in Immendorf und Müntz bei Jülich. Im Jahr 1875 fertigte er ein Gegengutachten zur einen Baugutachten von Heinrich Wiethase für Baumaßnahmen an der Pfarrkirche Ellen bei Niederzier an. Neben seiner vielfältigen Bautätigkeit war Lange auch in zahlreichen Vereinen tätig und publizierte über bauhistorische und architektonische Fragestellungen, unter anderem über die St.-Marcus-Kapelle in Altenberg. Im Jahr 1874 engagierte er sich für die Gründung des Architekten- und Ingenieur-Vereins für den Niederrhein und Westfalen, zu dessen Gründungsmitglied der 1875 zählte. In diesen Jahren erarbeitet mit seinem Schwager Carl Aubel ein Verfahren zum Vervielfältigen von Bauzeichnungen, Drucken und Stichen. In Lindenhöhe bei Köln gründete Carl Aubel mit Partnern eine Anstalt für Aubeldruck. Lange propagiert die Vorzüge des Verfahrens bei der Vervielfältigung von Bauzeichnungen auf Versammlungen von Ingenieuren und Architekten.:31 Von Lange stammt auch ein Entwurf für einen Ehrenpokal zur silbernen Hochzeit von Graf August Wilhelm von Spee, gedruckt im Maßstab 1:2 im Aubeldruckverfahren.

## Bautätigkeit während des Kulturkampfes

Marienburg Monheim (Deutsche Bauzeitung 1881)

In der ersten Phase des Kulturkampfs bis 1874/1876 beeinträchtigte der Konflikt zwischen der katholischen Kirche und dem Königreich Preußen die Genehmigungs- und Bautätigkeit an Sakralbauten in Köln nur wenig. Lange arbeitete in dieser Phase mit zeitlichem Hochdruck an seinen Bauentwürfen, da er stets befürchten musste, dass die Finanzierung der Kirchenbauprojekte aufgrund der politischen Ereignisse gefährdet sein könnte.:38 Von 1876 bis 1879 erhielt Lange keine neuen Großaufträge zum Bau von Kirchen, mit Ausnahme von Restaurierungsarbeiten und der Neukonstruktion des Dekagondaches von St. Gereon in Köln. Um sich einen sakralen Bauauftrag zu sichern, arbeitete Lange in dieser Zeit zum Teil ohne Honorar an seinen Entwürfen. Der Architekt wich in dieser Zeit zunehmend auf Entwürfe im Profanbau aus, z. B. auf den Bau von Vereinshäusern. Herausragendes Beispiel für sein Schaffen in dieser Zeit war das Etagenwohnhaus für Peter Joseph Roeckerath, Hohenzollernring 37 („Burg Canossa“), das durch zahlreiche bildhauerische Elemente zur Gliederung der Werksteinfassade charakterisiert war. Einen beruflichen und persönlichen Rückschlag erlitt Lange am 11. November 1879: Durch mangelhafte Bauausführung stürzten Teile des Turmgesimses der Kirche in Sand auf das Gewölbe und beschädigten einen Gurtbogen. Lange, der der für die Bauaufsicht verantwortlich war, übernahm die gerichtliche Verantwortung. In dieser Zeit erkrankte Lange und war einige Zeit arbeitsunfähig. Die Konsequenz aus dem Unglück für August Lange war, dass er bei seinen Bauvorhaben seit jener Zeit stets einen örtlichen Bauleiter einsetzte, vornehmlich die Mitarbeiter Carl Rüdell und Richard Odenthal. Für das Kolpingwerk plante und baute Lange in der Zeit von 1879 bis 1881 mehrere Gesellenhäuser in Euskirchen und Köln.:39

## Bautätigkeit nach dem Kulturkampf
Nach Beendigung des Kulturkampfs gingen bei Lange wieder vermehrt Bauaufträge ein. Einen ersten Auftrag erhielt er von Ernst Friedrich Zwirner im Jahr 1879 mit der Bitte um einen Bauentwurf für die Erweiterung der Bickendorfer Kirche St. Rochus. Finanzielle Schwierigkeiten verzögerten die Fertigstellung des Bauprojekts bis 1884. In dieser Zeit arbeitete Lange an verschiedenen Projekten eng mit Carl Rüdell und Richard Odenthal zusammen, die zum Teil seine Bauwerke nach 1884 beenden sollten. Stilistisch wendete sich der Architekt zunehmend neoromanischen Entwürfen zu, während er vor dem Kulturkampf fast ausschließlich neogotische Sakralbauten schuf. Nach wie vor behinderten ihn die Kontroversen mit Vorgesetzten, wie van den Bruck, der seine Entwürfe prüfen und genehmigen musste, über Jahre in seiner Arbeit.:42 f.

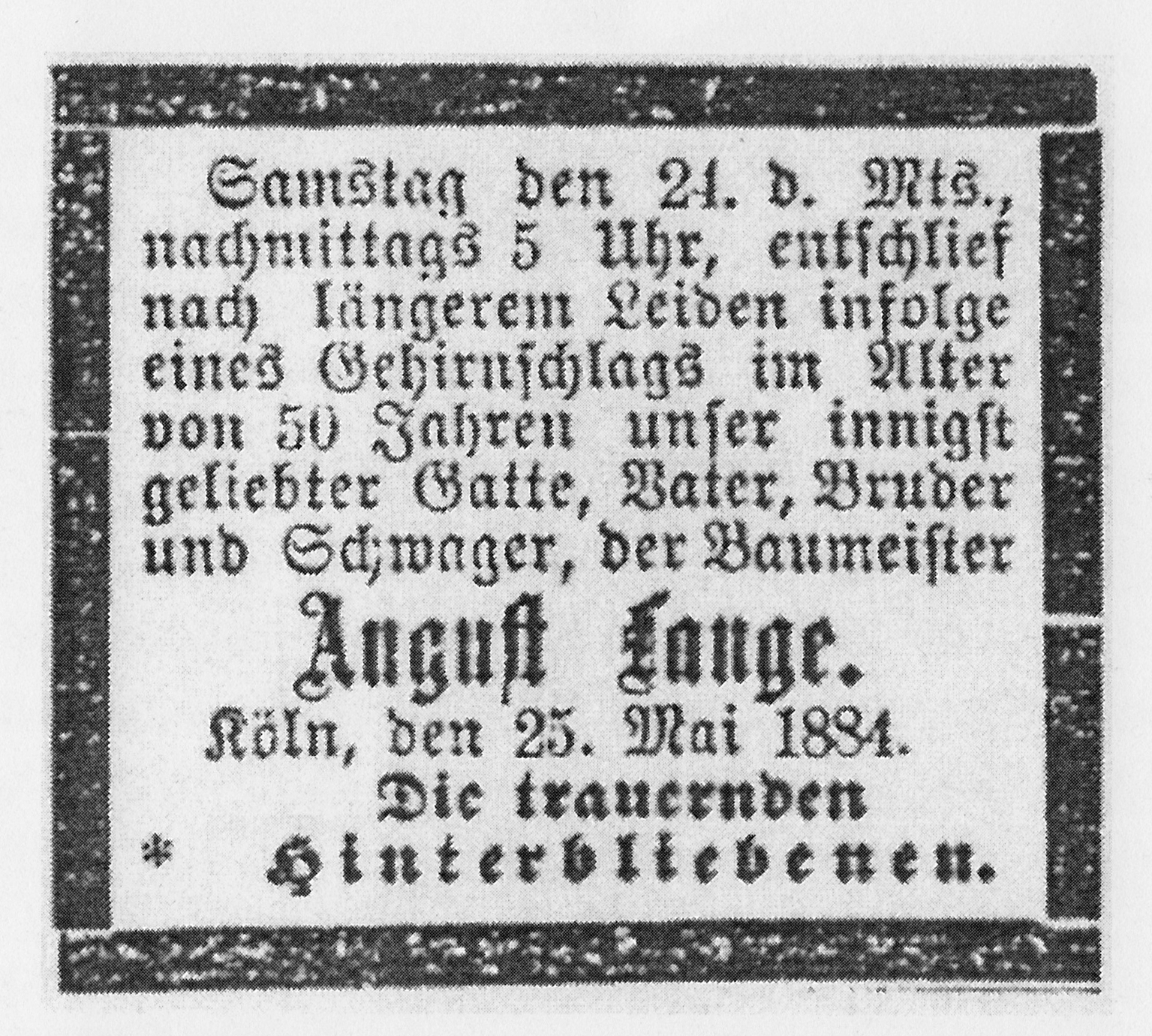
Todesanzeige in der Kölnischen Zeitung

Die letzten von ihm geplanten Arbeiten waren die Herz-Jesu-Kirche in Elberfeld und die Kirche St. Stephan in Köln-Lindenthal. Seine letzten Projekte führte er wieder im neogotischen Baustil aus.

## Krankheit und Tod
In den letzten fünf Lebensjahren wurde Langes berufliches Schaffen durch zahlreiche Krankheiten eingeschränkt. Seit 1879 litt er an Rheumatismus. Ab November 1883 war Lange schwer krank, vermutlich erlitt er mehrere Schlaganfälle. Zur Genesung hielt er sich im Mai 1884 in einer Pension in einem Kölner Naherholungsgebiet auf. August Carl Lange starb am 24. Mai 1884 im Gasthof Werner Bayer in Ichendorf im Alter von 50 Jahren. Er wurde am 27. Mai 1884 auf dem Melaten-Friedhof, Flur V 2.57, beigesetzt. Die feierlichen Exequien wurden am darauffolgenden Tag in St. Ursula abgehalten.:45 Das Grab Langes und seiner Frau wurde nach dem Zweiten Weltkrieg abgeräumt.

## Bauten
| Projektlaufzeit | Stadt                      | Bild | Objekt                                             | Maßnahme                                                                                  | Anmerkungen |  |
| --------------- | -------------------------- | ---- | -------------------------------------------------- | ----------------------------------------------------------------------------------------- | --- |  |
| 1861–1865       | Paffendorf                 |      | Schloss Paffendorf und Schlosskapelle              | Neubau der Schlosskapelle ad honorem S. Odiliae und Umbau des Schlosses Paffendorf        | Umbau und Bau eines runden Hauptturms und einer Kapelle mit neogotischen Stilelementen:53 f. |  |
| 1862–1867       | Köln                       |      | Turm des Kölner Rathauses                          | Wiederherstellung                                                                         | Unter der Bauaufsicht von Lange wurden die Konsolen, Wasserspeier und das Portal erneuert.:443 |  |
| 1862–1865       | Rurich                     |      | Kapelle von Schloss Rurich                         | Neubau der Schlosskapelle ad honorem S. immaculatatae Conceptionis Beatae Mariae Virginis | Lange zugeschrieben, im Zweiten Weltkrieg stark beschädigt, bis 1965 rekonstruiert:48 ff. |  |
| 1863–1864       | Mülheim am Rhein           |      | Raschette-Hochofenanlage                           | Neubau                                                                                    | Bauleitung für den Bau dreier Hochöfen im Auftrag seines Schwagers Carl Aubel:433 ff. |  |
| 1865–1868       | Reifferscheid              |      | St. Matthias                                       | Restaurierung der katholischen Pfarrkirche                                                | Einbau von Strebepfeilern zur statischen Ertüchtigung, Neuanordnung der Treppentürme, Ausbau des Turms, Bau einer neuen Orgelbühne, Bau eines Halbturms an der Ecke zur Sakristei, Verlagerung des Eingangs, Bau einer neuen Vorhalle sowie Verlängerung des Kirchengewölbes, Ausbesserung der gotischen Maßwerke:61 ff. |  |
| 1867–1868       | Rommersdorf                |      | St.-Anna-Kapelle                                   | Neubau der Kapelle für Odilia Carola Freiin von Bongart                                   | Bau einer zweijochigen, einschiffigen Kapelle mit neogotischen Stilelementen:54 ff. |  |
| 1867–1873       | Morsbach                   |      | St. Gertrud                                        | Restaurierung der katholischen Pfarrkirche                                                | Vergrößerung der Kirche, Neugestaltung der Decke, der Empore, der Orgelbühne und der Innenausstattung:75 ff. |  |
| 1868            | Köln                       |      | Wohnhaus                                           | Neubau                                                                                    | eigenes Wohnhaus Langes, Pantleonsmühlengasse 15:447 |  |
| 1868–1869       | Alt-Bottenbroich           |      | Kirchturm von St. Maria                            | Neubau eines Kirchturms                                                                   | viereckiger, viergeschossiger Turm für eine ehemalige Klosterkirche aus dem 15. Jahrhundert, Mitte des 19. Jahrhunderts rekonstruiert; Abriss der Kirche Ende der 1940er Jahre für die Erweiterung des Braunkohlentagebaus Frechen:96 ff. |  |
| 1868–1870       | Sievernich                 |      | St. Johann Baptist                                 | Neubau einer Pfarrkirche                                                                  | Bauverzögerung durch Finanzierungsschwierigkeiten und Ausbruch des Deutsch-Französischen Kriegs, Einsegnung 1870, 1874 noch ohne Innenausstattung (Orgel, Kirchenstühle, Chorgestühl), Zerstörung im Zweiten Weltkrieg, Wiederaufbau in veränderter Form:99 ff. |  |
| 1868–1871       | Balkhausen                 |      | Gruftkapelle beim Schloss Türnich                  | Neubau einer Gruftkapelle der Grafen von Hoensbroech auf dem Friedhof Balkhausen          | Translozierung der Kapelle im Zuge der Umsiedelung der Orte Türnich und Balkhausen auf einen neuen Friedhof:89 |  |
| 1868–1873       | Rurich                     |      | Herz-Jesu-Kirche                                   | Neubau einer katholischen Pfarrkirche                                                     | dreischiffige Hallenkirche als Ziegelmauerwerk-Massivbau; Chorapside mit halben Sterngewölben, Eingangsportal mit Blendfassade:80 ff. |  |
| 1869            | Kempen                     |      | Ländliches Wohnhaus:448                            | Neubau                                                                                    | |  |
| 1869–1870       | Heppendorf                 |      | Vikarie:444                                        | Neubau                                                                                    | |  |
| 1869–1871       | Oberempt                   |      | St. Simon und Judas                                | Reparatur des Turms und der Glockenstube                                                  | Kirche im Zweiten Weltkrieg beschädigt und 1954 instand gesetzt:121 ff. |  |
| 1869–1877       | Euskirchen                 |      | St. Martin                                         | Rekonstruktion und Ergänzungsarbeiten an der Pfarrkirche                                  | Bau einer Kapelle, Neuanlage des Turmportals, Neugestaltung des Dachs über dem Langhaus; schwere Beschädigung der Kirche durch das Erdbeben vom 14. März 1951; Rekonstruktion bis 1957:105 ff. |  |
| 1869–1880       | Euskirchen-Euenheim        |      | St. Brictius                                       | Neubau einer Pfarrkirche                                                                  | dreischiffige Hallenkirche in Ziegelmauerwerk; Vorlage der Baupläne 1869, Verzögerung des Baubeginns durch finanzielle Schwierigkeiten bis 1874, 1876 vollendet; Arbeiten an der Innenausstattung bis 1880 verzögert:112 ff. |  |
| 1869–1881       | Bergheim–Oberaußem         |      | St. Vinzentius                                     | Neubau                                                                                    | dreischiffige Basilika in Ziegelmauerwerk mit einem einschiffigen Chor:150 ff. |  |
| 1869–1882       | Kenten                     |      | Vikarie                                            | Neubau                                                                                    | Baubeginn durch Finanzschwierigkeiten verzögert bis 1882:444 |  |
| 1870–1871       | Alt–Bottenbroich           |      | Vikarie und Priorat                                | Neubau des Vikariegebäudes und Renovierung des Priorats:444                               | |  |
| 1870–1872       | Alt–Balkhausen             |      | St. Rochus                                         | Umbau                                                                                     | Umbau der gotischen Basilika in mehreren Bauphasen; Verschwenkung des Grundrisses nach Norden, Bau einer Taufkapelle, eines Treppenturms und Neugestaltung des Eingangs:125 ff. |  |
| 1870–1873       | Euskirchen                 |      | Klosterkirche                                      | Umgestaltung der Giebelfront mit Vorbau                                                   | vollständige Zerstörung im Zweiten Weltkrieg; Ersatz durch Neubau:109 ff. |  |
| 1870–1873       | Bergheim                   |      | St. Remigius                                       | Umbau                                                                                     | Bau der einschiffigen Marienkapelle aus Ziegelmauerwerk mit Tuffsteinbändern, Änderung der Fenster sowie Verlängerung der Seitenschiffe:135 ff. |  |
| 1871            | Angermund                  |      | St. Agnes                                          | Umbau                                                                                     | Umbau der Hallenkirche zu einer dreischiffigen Basilika, Neubau eines dreigeschossigen Kirchturms; Neuanordnung der Fenster:140 ff. |  |
| 1871–1889       | Gelsenkirchen              |      | Marienhospital                                     | Neubau                                                                                    | in drei Bauabschnitten, Fertigstellung des Westflügels 1872, Bauarbeiten am Mitteltrakt 1881–1883, Abschluss der Bauarbeiten nach Langes Tod mit Fertigstellung des Ostflügels 1889:441 ff. |  |
| 1872–1873       | Rurich                     |      | Pfarrhaus                                          | Neubau:445                                                                                | |  |
| 1872–1880       | Gelsenkirchen              |      | Propsteikirche St. Augustinus                      | Neubau                                                                                    | Neubau unter Einbezug von Teilen der alten Kirche in mehreren Bauabschnitten; dreischiffige Säulenbasilika mit einschiffigem Kreuzschiff; Austausch von Langes Hochaltar 1939; schwere Schäden im Zweiten Weltkrieg, Wiederaufbau in den 1950er und 1960er Jahren:159 ff. |  |
| 1872–1881       | Solingen–Höhscheid         |      | St. Josef                                          | Neubau                                                                                    | |  |
| 1872–1884       | Solingen–Höhscheid         |      | St. Mariä Empfängnis                               | Neubau                                                                                    | |  |
| 1872–1884       | Eitorf                     |      | St. Patricius                                      | Erweiterung (Planung 1872, nicht ausgeführt), Neubau                                      | Neubauplanung (1873, 1880), Dreischiffige, neugotische Pfeilerbasilika, ausgeführt in Bruchsteinmauerwerk; Fertigstellung nach Langes Tod 1884 durch Carl Rüdell und den Sohn Reinhard, im März 1945 durch Bombenangriffe stark beschädigt, in der Nachkriegszeit notdürftig instand gesetzt, 1971 umfassend rekonstruiert:335 ff. |  |
| 1873            | Merzenich                  |      | St. Laurentius                                     | Entwurf für einen Neubau                                                                  | nicht ausgeführt (stattdessen 1898–1901 nach Plänen von Theodor Roß erbaut):228 |  |
| 1873–1874       | Köln-Immendorf             |      | St. Servatius                                      | Umbau                                                                                     | neuromanische, dreischiffige Stufenhalle, Neubau des vierten Jochs, der Sakristei, der Paramentenkammer und des Kirchturms; schwere Schäden im Zweiten Weltkrieg, notdürftige Instandsetzung Ende der 1940er Jahre, Neubau in den 1950er und 1960er Jahren:167 ff. |  |
| 1873–1875       | Kierdorf                   |      | St. Martinus                                       | Umbau / Neubau                                                                            | dreischiffige, neoromanische Basilika unter Einbeziehung eines romanischen Kirchturms; ausgeführt in Ziegelmauerwerk mit Werkstein-Rundbogenfenstern, 1875 Abbruch der alten Kirche, Baumaßnahmen in mehreren Bauabschnitten; Ausführung des Turmhelms mit vier Spitzgiebeln, Innenausbau 1879–1894:178 ff. |  |
| 1873–1875       | Eschweiler-Weisweiler      |      | St. Severin                                        | Erweiterungsbau                                                                           | Bauzeichnung, Kostenvoranschläge, Bauausführung durch Lange nicht belegbar; neugotischer Erweiterungsbau von Lange, im Zweiten Weltkrieg Dach und Gewölbe sowie die Maßwerkfenster und der südliche Treppenturm fast vollständig zerstört; Wiederaufbau durch Dombaumeister Felix Kreusch bei weitgehendem Substanzverlust der von Lange konzipierten neogotischen Erweiterung:229                                                                                      |  |
| 1873–1876       | Titz-Müntz                 |      | St. Peter                                          | Umbau / Neubau                                                                            | 1870 Begutachtung der Standsicherheit der alten Kirche aus dem 15. Jahrhundert, Vorschlag eines Neubaus in Form einer dreischiffigen, neugotischen Basilika mit Kreuzschiff, mit dreigeschossiger Turmanlage mit vorgelagertem Treppenturm, achteckige pyramidale Turmkonstruktion mit allseitig offener Laterne, Baubeginn 1873, Vollendung 1876 mit Innenausbau, Beschädigung im Zweiten Weltkrieg, Instandsetzung mit Baumaterialien aus der ersten Bauphase:212 ff. |  |
| 1873–1877       | Weywertz, Belgien          |      | St. Michael                                        | Neubau                                                                                    | neoromanische Werkstein-Basilika mit flacher Holzdecke im Mittelschiff und Kreuzgewölben in den Seitenschiffen sowie einem Kirchturm im Westen; Fenster- und Türbögen in Ziegelstein ausgeführt; 1944 zerstört:223 ff. |  |
| 1873–1879       | Bedburg                    |      | Schloss Harff                                      | Umbau                                                                                     | umfassende Renovierung |  |
| 1873–1880       | Windeck-Dattenfeld         |      | St. Laurentius                                     | Umbau / Neubau                                                                            | Entwurf 1873, Ende 1877/1878 überarbeitet, Bauausführung 1879/1880; dreischiffige, neoromanische Säulenbasilika mit Rundbogenfenstern aus Bruchsteinmauerwerk, achteckige pyramidale Turmspitze, flankiert von vier Türmchen, schließt am nördlichen Seitenschiff an den alten Kirchturm an, Neukonzeption südlicher Turm, beide Türme mit Blendgalerie versehen:201 ff.                                                                                                |  |
| 1874            | Viehöven                   |      | Kapelle zur Muttergottes, Königin des Friedens     | Neubau                                                                                    | |  |
| 1874–1879       | Wuppertal-Sonnborn         |      | St. Remigius                                       | Neubau                                                                                    | dreischiffige, neugotische Basilika in Ziegelmauerwerk ohne Querschiff mit dreigeschossigem Westturm mit viereckigem pyramidalem Turmhelm; Die Kirche überstand den Zweiten Weltkrieg weitgehend unbeschadet, wurde jedoch 1972/1973 für den Autobahnumbau am Sonnborner Kreuz abgerissen.:244 ff. |  |
| 1874–1880       | Köln                       |      | Katholisches Vereinshaus, später „Fränkischer Hof“ | Neubau                                                                                    | neogotischer Bau als zentrale Tagungsstätte der katholischen Vereine an der Komödienstraße, während der Bauphase Eigentümerwechsel nach Zwangsversteigerung; Fassade nach dem Zweiten Weltkrieg stark verändert:448 f. |  |
| 1874–1886       | Merzenich-Girbelsrath      |      | St. Amandus                                        | Neubau                                                                                    | mehrere Entwürfe für unterschiedliche Standorte; durch gemeindeinterne Meinungsverschiedenheiten verzögerter Baubeginn (1883); einschiffige, neoromanische Kirche mit vorgelagertem Chor und ausgegliedertem Westturm mit spitzem Turmhelm; Fertigstellung 1884, Einbau der Innenausstattung 1885–1886; nach dem Zweiten Weltkrieg Veränderung Turmhelms:370 ff. |  |
| 1875            | Bedburg-Lipp               |      | St. Ursula                                         | Rekonstruktion nach Sturmschaden                                                          | Rekonstruktion des Dachs im Bereich des Chors und der Apsis sowie Instandsetzung von Gesimsen und Fenstereinfassungen:319 ff. |  |
| 1875–1876       | Köln                       |      | Wohnhaus Lange                                     | Neubau                                                                                    | zweites eigenes Wohnhaus an der Eintrachtstraße, neogotisch mit Werksteinfassade, 1890 abgerissen:448 |  |
| um 1875         | Heimbach                   |      | Abtei Mariawald                                    | Rekonstruktion der Klosterkirche                                                          | Neubau der Klosteranlagen um 1875, Unterbrechung der Bautätigkeit durch die Aufhebung des Trappisten-Ordens, 1887 Fortsetzung der Arbeiten nach Langes Tod durch Friedrich Albert Cremer, im Zweiten Weltkrieg Beschädigung der Klosteranlage, später rekonstruiert:120 ff. |  |
| 1875–1878       | Rommerskirchen-Evinghoven  |      | St. Antonius Eremit                                | Neubau                                                                                    | einschiffige Backsteinkirche mit Tür- und Fensterstöcken aus Werkstein; quadratischer dreigeschossiger Glockenturm mit achteckigem Turmhelm und einem Treppenturm im Westen; Altarmensa aus Savonnière-Kalkstein.:253 ff. |  |
| 1875–1878       | Dormagen–Zons              |      | St. Martinus                                       | Neubau                                                                                    | Übernahme der Bauplanung und Bauleitung nach Ablehnung des Entwurfes und Kündigung von Vincenz Statz; 1874 als dreischiffige Kirche geplant; zunächst notwendige Absenkung des Grundwasserspiegels; im Zweiten Weltkrieg stark beschädigt, durch Karl Band wiederaufgebaut:267 ff. |  |
| 1875–1878       | Ratingen-Lintorf           |      | St. Anna                                           | Neubau                                                                                    | dreischiffige Säulenbasilika, mit horizontaler Gliederung des Ziegelverblendmauerwerks in den Seitenschiffen über einem umlaufenden Werksteinsockel; Turm mit Säulengalerie über dem dritten Turmgeschoss und kurzem achteckigen pyramidalen Turmhelm |  |
| 1875–1880       | Windeck-Herchen            |      | St. Peter                                          | Instandsetzung der Kirche nach Auflösung des Simultaneums                                 | Errichtung neuer Seitenschiffmauern und der Sakristei; Restaurierung der Mittelschiffmauern, des Chors, des Turms, der Strebepfeiler und des Dachs; mehrere Restaurierungen in der Nachkriegszeit:321 ff. |  |
| 1875–1882       | Rommerskirchen–Oekoven     |      | St. Briktius                                       | Erweiterung                                                                               | Vergrößerung der Kirche und Neugestaltung des Portals und des Kirchturms, 1972 Umgestaltung durch Ludger Kösters:259 ff. |  |
| 1876            | Köln                       |      | St. Gereon                                         | Neukonstruktion des Dekagondachs                                                          | Beschädigung des Kuppeldachs durch einen Orkan am 12. März 1876, Neukonstruktion unter Vorgabe der Wiederherstellung der alten Form; lediglich Anzahl der Gauben verändert; schwere Beschädigung im Zweiten Weltkrieg durch Brand (1943) und Bombentreffer (1944); umfassende Rekonstruktion des Dachstuhls 1979:379 f. |  |
| 1876–1879       | Erftstadt–Friesheim        |      | St. Martin                                         | Neubau                                                                                    | dreischiffige, neogotische Basilika ohne Querhaus in Backstein-Mauerwerk; Bau des Westturms nur bis zum vierten Obergeschoss nach Langes Planung, anstelle des vierseitigen pyramidalen Turmhelms überkragende achteckige Turmpyramide aufgesetzt:235 ff. |  |
| 1876–1879       | Bergisch Gladbach-Sand     |      | St. Severin                                        | Neubau                                                                                    | dreischiffige, neugotische Basilika ohne Querhaus; Turm mit Flankiertürmchen dem Langhaus im Westen vorgelagert, mit Glockenstube im dritten Geschoss und achteckigem pyramidalem Turmhelm; Vorhallen den Seitenschiffen vorgelagert; am 19. November 1979 Einsturz des Turmgesimses, Durchschlagen des turmnahen Gewölbes und eines Gurtsbogens; Prozess und Schadensregulierung zogen sich bis nach Landes Tod hin:307 ff.                                            |  |
| 1876–1885       | Bergisch Gladbach-Bensberg |      | St. Nikolaus                                       |                                                                                           | dreischiffige Säulenbasilika mit Querschiff aus Backsteinmauerwerk mit zwei Flankiertürmen im Chorbereich; vorgesetzter markanter fünfgeschossiger Westturm mit Säulengalerie im dritten Turmgeschoss; Fertigstellung der Kirche nach Langes Tod durch Richard Odenthal:273 ff., Restaurierungen 1955 und 1978–1979, Ersatz der Kirchenfenster nach dem Zweiten Weltkrieg:294 ff.                                                                                       |  |
| 1877–1879       | Köln-Dellbrück             |      | St. Josef                                          | Neubau                                                                                    | als Privatkapelle geplant; Kreuzbasilika mit dreischiffigem Quer- und Langhaus, sechseckiger Treppenturm an der Südseite des westlichen Mittelschiffjochs; 1953 erweitert:300 ff. |  |
| 1878–1879       | Mariaweiler                |      | St. Mariae Himmelfahrt                             | Neubau                                                                                    | dreischiffiger Backsteinbau mit halbrunden Apsiden am Haupt- und Nebenschiff:312 |  |
| 1878–1880       | Dortmund–Aplerbeck         |      | St. Ewaldi                                         | Neubau                                                                                    | dreischiffige, neoromanische Basilika mit Querschiff; achteckiger Vierungsturm mit kupfergedecktem Faltdach und Vierungskuppel; Backsteinmauerwerk über Werksteinsockel; in den 1970er Jahren abgebrochen:393 ff. |  |
| 1878–1882       | Hennef–Uckerath            |      | St. Johannes Baptist                               | Entwurf zum Neubau                                                                        | Die genehmigten Baupläne Langes blieben bis 1889 unauffindbar, die Kirche wurde von Odenthal und Rüdell bis 1890 ausgeführt.:406 ff. |  |
| 1879–1880       | Euskirchen                 |      | Pfarrhaus                                          | Neubau                                                                                    | Dreifensterhaus mit Treppengiebel:445 |  |
| 1879–1880       | Monheim (Rhein)            |      | Marienburg                                         | Neubau                                                                                    | Landhaus für Graf von Kessler, im Zweiten Weltkrieg stark beschädigt, nur teilweise wiederaufgebaut:449 |  |
| 1879–1880       | Euskirchen-Wißkirchen      |      | St. Medardus                                       | Beratung beim Um- und Anbau der Sakristei, Neubau des Westturms                           | Langes Mitwirkung an der Beratung für den Anbau der Sakristei und der Holztonnendecke im Langhaus wird vermutet, kann aber nicht einwandfrei nachgewiesen werden; belegt ist der Neubau des dem Langhaus vorgesetzten Westturms.:381 ff. |  |
| 1879–1884       | Remscheid                  |      | St. Suitbertus                                     | Neubau                                                                                    | dreischiffige neoromanische Basilika mit Querhaus und dreiteiligem Staffelchor; aufgrund von Finanzierungsschwierigkeiten zunächst ohne Westturm, dieser erst 1894–1895 nach Plänen von Heinrich Krings errichtet; starke Beschädigung der Kirche während des Bombenangriffs am 31. Juli 1943, Wiederherstellung 1947:359 ff. |  |
| 1879–1884       | Köln-Bickendorf            |      | St. Rochus                                         | Erweiterung                                                                               | dreischiffige Hallenkirche mit zweischiffigem Querhaus in Backsteinmauerwerk, dem Langhaus vorgelagerter Westturm mit Rhombendach, aufgrund finanzieller Schwierigkeiten Baustopp von 1881 bis 1883, Fertigstellung nach Langes Tod 1884; schwere Schäden durch Bombentreffer 1942, 1943 und 1944; Neubau der Kirche unter Beibehaltung der von Lange konzipierten, erhaltenen Bauteile durch H. P. Fischer:346 ff.                                                     |  |
| um 1880         | Euskirchen                 |      | Gesellenhaus                                       | Neubau                                                                                    | eines der ersten Gesellenhäuser das Kolping-Vereins; dreigeschossiger Bau mit Hausmeisterwohnung, Veranstaltungssaal, Wirtschaftsräumen, Versammlungsräumen und Schlafkammern:446 |  |
| 1880–1884       | Leverkusen-Hitdorf         |      | St. Stephanus                                      | Planung, nicht in dieser Form ausgeführt                                                  | nach Langes Tod 1885 nach Entwurf von Langes Mitarbeitern Rüdell und Odenthal erbaut:384 ff. |  |
| 1881–1884       | Euskirchen-Flamersheim     |      | St. Stephanus                                      | Entwurf eines Erweiterungsbaus                                                            | Baubeginn durch Schwierigkeiten bei der Erweiterung des Kirchengrundstücks und finanzielle Probleme verzögert; Anbau des Kreuzschiffs und neuen Chors, Restaurierung der Seitenschiffdächer; Übernahme der Bauleitung nach Langes Tod durch Theodor Kremer:390 ff. |  |
| 1881–1884       | Zülpich-Nemmenich          |      | St. Peter                                          | Planung, nicht ausgeführt                                                                 | kurz nach Langes Tod Auftrag an Richard Odenthal; Baupläne nicht überliefert:388 f. |  |
| 1882–1883       | Köln                       |      | Haus Roeckerath                                    | Neubau                                                                                    | neogotisches, viergeschossiges Eckhauses am Hohenzollernring, im Zweiten Weltkrieg bis auf den Erdgeschoss-Sockel zerstört:449 |  |
| 1883            | Köln                       |      | Kapelle des St.-Marien-Hospitals                   | Neubau                                                                                    | dreischiffige, neogotische Hallenkapelle; Umbau des Kapellendachs nach dem Zweiten Weltkrieg; Renovierung der Innenausstattung |  |
| 1884            | Köln                       |      | Gesellenhaus                                       | Neubau                                                                                    | Fertigstellung des Bauwerks an der Breiten Straße durch Jean Schmitz:447 |  |
| 1884–1885       | Dortmund-Aplerbeck         |      | Pfarrhaus                                          | Neubau                                                                                    | einziges von Lange geplantes Pfarrhaus mit Rundbogenfenstern, Fertigstellung nach seinem Tod:446 |  |
| 1884–1886       | Wuppertal-Elberfeld        |      | Herz-Jesu-Kirche                                   | Entwurf zum Neubau                                                                        | Bauausführung der neogotischen Basilika mit Kreuzschiff erst nach Langes Tod durch Kommunalbaumeister Jean Schmitz; 1943 Zerstörung während eines Bombenangriffs, Rekonstruktion 1949 bis 1958 (Turm), 1970 Renovierung der Innenausstattung:421 ff. |  |
| 1884–1887       | Köln-Lindenthal            |      | St. Stephanus                                      | Entwurf zum Neubau                                                                        | Ausführung der neogotischen Kirche erst nach Langes Tod durch Robert Mohr; im Zweiten Weltkrieg mehrfach beschädigt, Langhaus fast komplett zerstört; Rekonstruktion des vorgesetzten Kirchturms mit flachem Kuppeldach; Wiederaufbau des Langhauses nach Plänen von Joachim Schürmann 1961:413 ff. |  |
| 1887            | Niederzier–Ellen           |      | St. Thomas                                         | Neubau des westlichen Kirchturms                                                          | Langes Entwurf von 1875 posthum ausgeführt; einer einschiffigen gotischen Kirche vorgesetzter dreigeschossiger Kirchturm mit pyramidalem Turmhelm mit vier flankierenden Türmchen; Beschädigung im Zweiten Weltkrieg, 1971 wiederhergestellt, Umbau des ehemaligen (östlichen) Kirchturms zur Sakristei:187 ff. |  |

- Nach seinem Tod wurde von 1893 bis 1894 nach seinen Plänen in Porselen die Pfarrkirche St. Mariae Rosenkranz erbaut.
- Nicht ausgeführt wurden die Entwürfe von Lange zum Bau der Pfarrhäuser in Wuppertal-Sonnborn und Köln-Lindenthal.
- Die Tätigkeit Langes beim Bau der Pfarrkirche St. Dionysius in Elsdorf-Heppendorf wird vermutet, kann aber aufgrund des Fehlens von Archivunterlagen nicht verifiziert werden.[1]:272